# Бурџу Бириџик
Бурџу Бириџик (тур. Burcu Biricik) турска је филмска и телевизијска глумица.

## Ранији живот
Бурџу је рођена 4. маја 1989. у Анталији. 2006. године, на такмичењу за лепоту Мис Медитерана у Анталији, изабрана је за Акденизову лепотицу. Након што је учествовала на позоришном фестивалу и освојила награду, одлучила је да постане глумица, а након што је дипломирала археологију на Универзитету Еге, завршила је тренинге у Градском градском театру Борнова. Бурџу је своју глумачку каријеру започела учешћем на стажирању у градском градском театру Борнова. Тамо је учествовала у представама као што су İkinin Biri, Yaşlı Hanımın Ziyareti, Gözlerimi Kaparım, Vazifemi Yaparım и Yedi Kocalı Hürmüz.
Године 2007, она је глумила у серији Maçolar која је постала њена прва телевизијска улога.